# Балет: енциклопедія
Балет : енциклопедія — однотомна російськомовна енциклопедія, перша в СРСР присвячена балетному мистецтву. Видана у Москві видавництвом «Радянська енциклопедія» у 1981 році накладом 100 000 екземплярів. Роздрібна ціна становила 9 карбованців 10 копійок.

## Вміст
Енциклопедія включає:
- загальні відомості про балет, пояснення найуживаніших термінів;
- нариси про радянський театр, балет інших країн світу;
- статті про види та форми балетного мистецтва;
- довідки про оперно-балетні та музичні театри СРСР (з балетним репертуаром) та провідні зарубіжні трупи, про балетмейстерів, композиторів, артистів, диригентів, художників, які зробили значний внесок у розвиток балетного театру;
- сценічні історії багатьох балетів.

У книзі зібрані статті про мистецтво балету в республіках СРСР, у країнах Латинської Америки, статті про класичний танець країн Азії та Африки.

## Редакційна колегія
- Головний релактор: Юрій Григорович;
- Редакційна колегія: Віктор Вансолов (перший заступник головного редактора), Петро Гусєв, Василь Кухарський, Олександр Лапаурі, Ольга Лепешинська (заступник головного редактора), Аскольд Макаров, Йосип Моравек, Юрій Слонімський, Єлизавета Суріц.